# Málaga del Fresno
Málaga del Fresno è un comune spagnolo di 194 abitanti situato nella comunità autonoma di Castiglia-La Mancia.